# Lorenz Lang
Lorenz Lang (někdy též uváděn jako Lorenc Lang) byl významný litovelský soukeník a později také městský radní, činný v první polovině 16. století. Ve své době byl znám jako zámožný muž a církevní mecenáš. Jeho nejvýznamnějším činem byla pravděpodobně stavba jeho vlastního sídla, honosného raně renesančního paláce na dnešním náměstí Přemysla Otakara, známého jako Langův dům.

## Známý životopis
Mistr Lang se stal někdy na počátku 16. století členem litovelského soukenického cechu, který tehdy byl nejbohatším cechem ve městě. Jeho sukno se těšilo dobré pověsti a on díky své pracovitosti už jako mladý zbohatl.

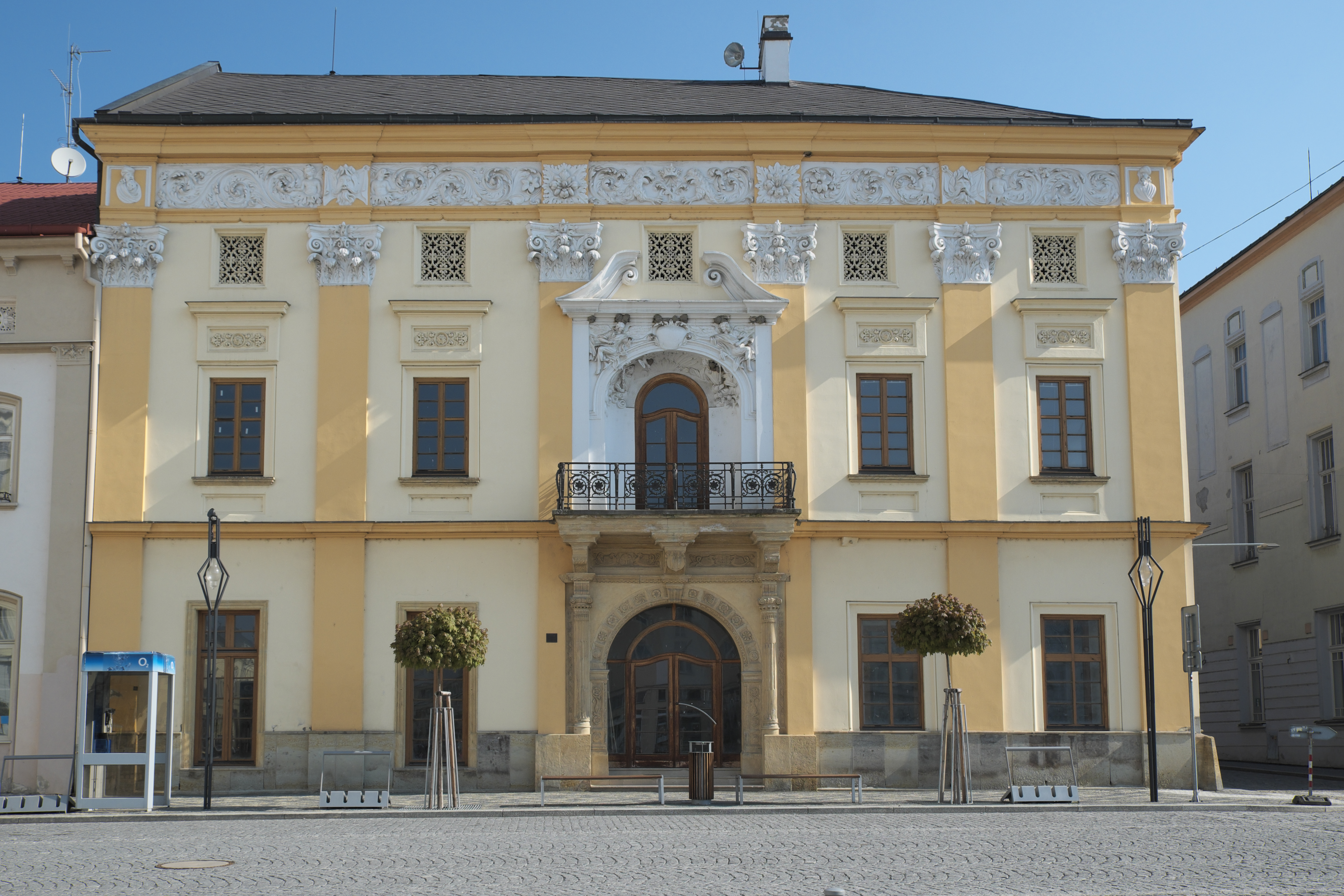
Langův dům na rohu náměstí Přemysla Otakara a Masarykovy ulice

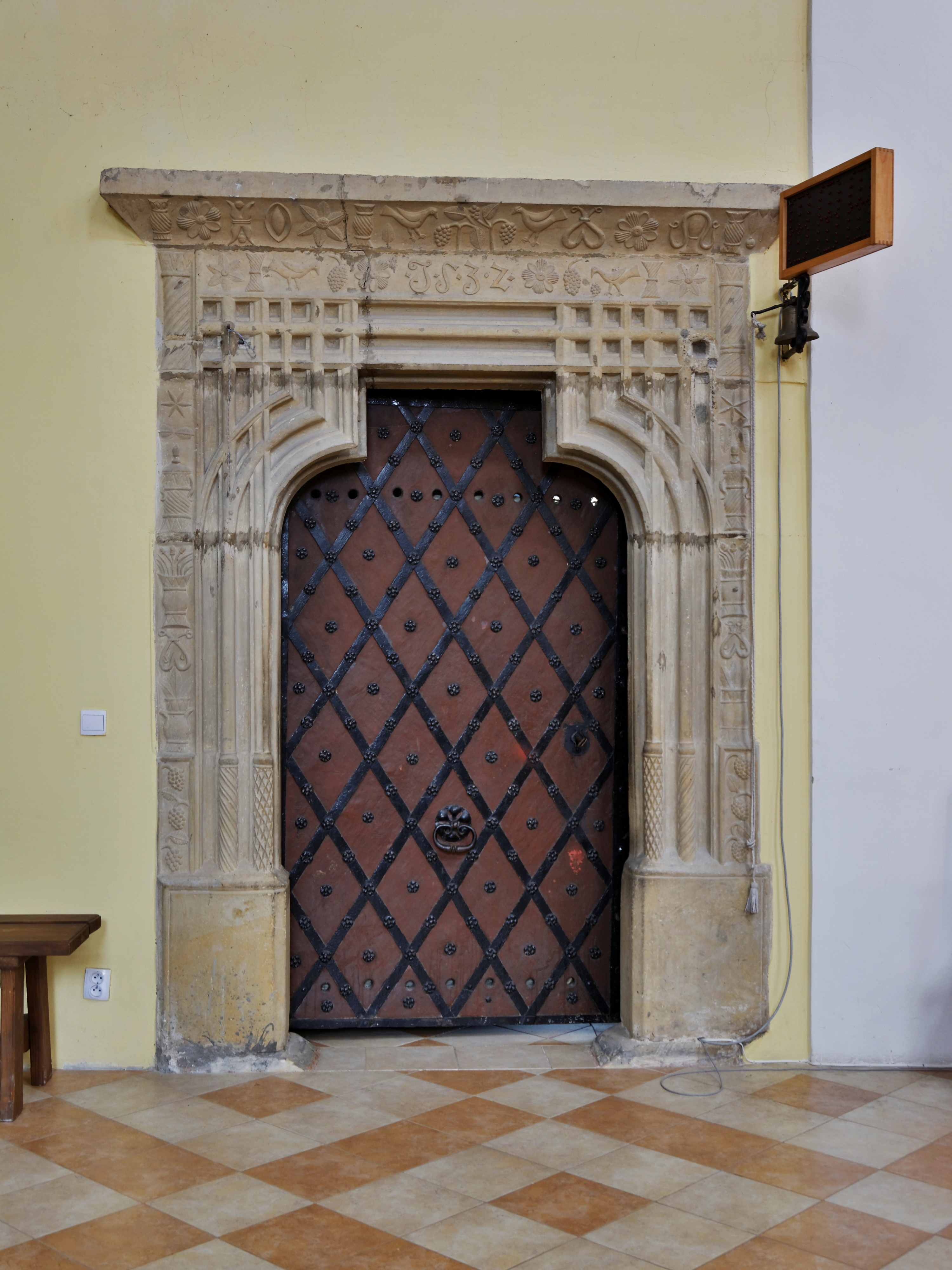
Portál v kostele sv. Marka s letopočtem 1532, na jehož vyhotovení se Lang finančně podílel

Lang byl také velmi zbožný a stal se členem a štědrým mecenášem Bratrstva Panny Marie a evangelisty svatého Marka, které působilo přičiněním Karla z Vlašimi při kostele svatého Marka od roku 1496. Dne 5. června 1524 stvrdilo město jeho fundaci 14 hřiven a 11 grošů roční činže pro nově zřízený oltář svaté Anny, z níž byl placen oltářník, jehož povinností bylo číst týdně tři mše svaté a účastnit se všech církevních průvodů a slavností. Také se finančně podílel na menších úpravách kostela v letech 1529 až 1532, především na vyhotovení portálu u sakristie.
Nejvíce se Lorenz Lang do historie města zapsal roku 1542, kdy nechal na rohu dnešního náměstí Přemysla Otakara a Masarykovy ulice přestavět dva přízemní gotické domy, které sloučil do jednoho a následně stavbu ještě zvedl o jedno poschodí. Nový palác, dnes nazývaný Langovým domem, opatřil také reprezentativním portálem, který patří mezi nejvýpravnější měšťanské raně renesanční památky na střední Moravě. Výsledkem spojení bylo honosné sídlo, které se zcela vymykalo poměrům malého města a které mělo odrážet Langovo postavení v litovelské společnosti. Ve vlysu mezi konzolami balkónu nad portálem nechal vyobrazit svůj znak sestávající ze štítku s postřihačskými nůžkami překrytými rámem a s iniciálami L L.
Téhož roku se Lorenz Lang stal také městským radním. Na střední konzole balkónu Langova domu je snad právě proto umístěn reliéf městského znaku, který je pravděpodobně svědectvím jeho předního postavení mezi konšely. Je také možné, že v době, kdy Litovel ještě neměla samostatnou radnici, využívala městská rada jeho palác ke svým zasedáním a balkón k vyhlašování svých usnesení.

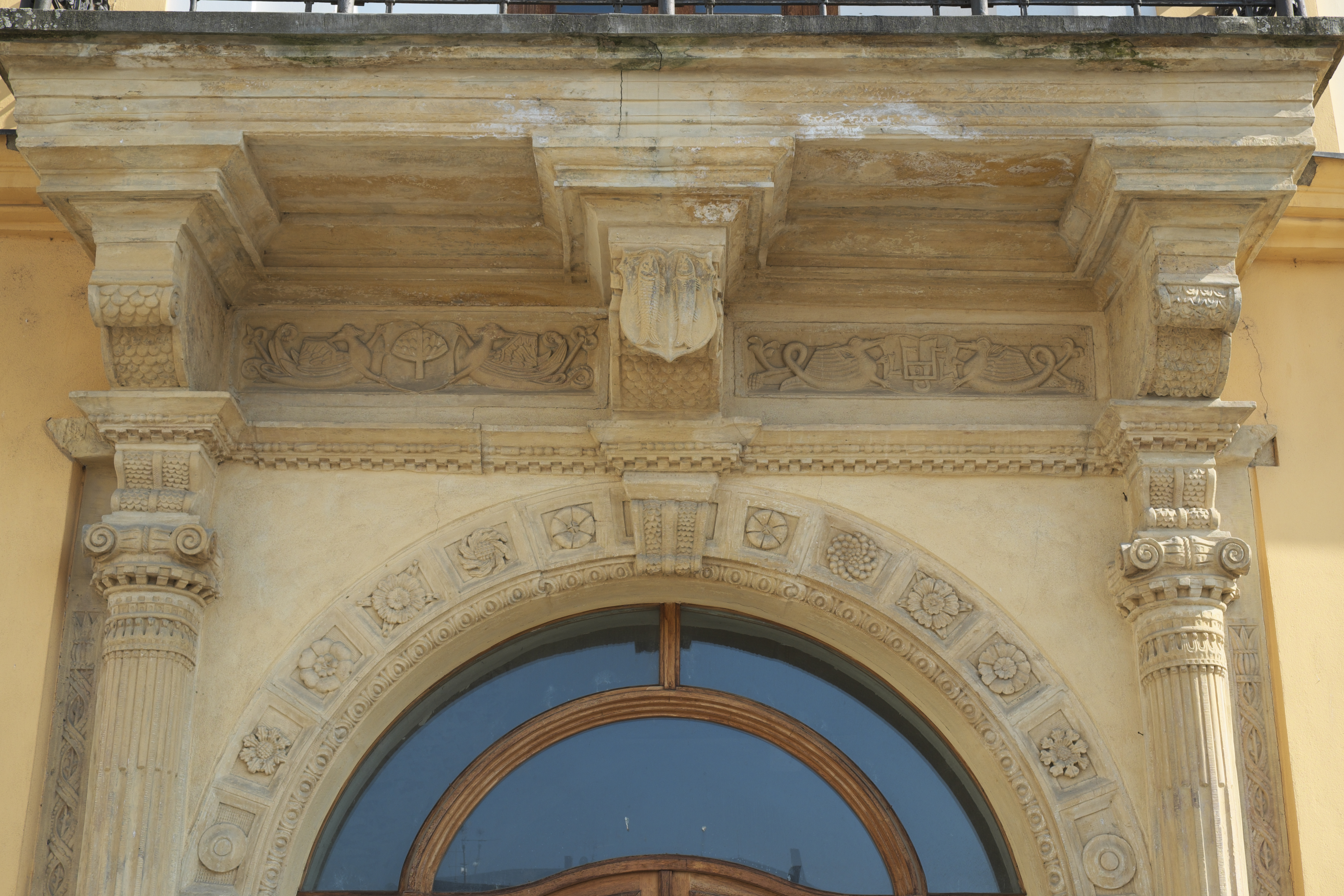
Na střední konzole balkónu je městský znak, napravo ve vlysu je znak Lorenze Langa

Na stavbu domu upomíná kamenná deska, která byla původně umístěna na průčelní stěně na jižním rohu paláce směrem do dnešní Masarykovy ulice a která se dnes nachází na fasádě dvora budovy nad pavlačí. Její německý text v českém překladu zní: „Po Kristově narození roku 1542. Dům je v rukou Božích a hospodář, který jej postavil, byl Lorenz Lang, soukeník toho jména. Izajáš 40. kapitola. Slovo páně zůstává na věky, Bohu budiž chvála.“
Vynikající pověst radního Lorenze Langa však poněkud utrpěla roku 1544, když se opil v jednom z litovelských šenků, načež se jal urážet nejen všechny městské šenkýře, ale také ostatní městské radní a dokonce i samotného purkmistra. Následně byl nucen všechny urážky veřejně na radnici v přítomnosti úsovského úředníka Jiříka Pánvice z Věžného odvolat a dotčené pány odprosit. Jeho kajícná omluva a prosba o odpuštění byly také doslovně zaznamenány v městské knize.
Po své smrti byl Lorenz Lang pohřben v hrobce pod Mariánskou kaplí v kostele svatého Marka. Pohřbu se účastnili jak početní příslušníci soukenického cechu, tak také všichni jeho druhové z Bratrstva Panny Marie a evangelisty svatého Marka.